# Ola Skjåk Bræk
Ola Skjåk Bræk (* 4. Februar 1912 in Eidsvoll; † 26. Dezember 1999 in Trondheim) war ein norwegischer Bankmanager und Politiker der sozialliberalen Partei Venstre. Von Oktober 1972 bis Oktober 1973 war er der Industrieminister seines Landes.

## Leben
Bræk schloss 1935 sein Studium der Rechtswissenschaft ab. Anschließend arbeitete er bis 1940 als Jurist. Von 1940 bis 1950 war er als Sekretär und Inspekteur bei der Bankinspektion tätig. Anschließend ließ er sich in Møre og Romsdal nieder, wo er bis 1979 mit Unterbrechung Chef der Aalesund Nye Kreditbank, später Sunnmørsbanken, war. Im Jahr 1950 war er dabei der jüngste Bankchef Norwegens.
In der Zeit von 1965 bis 1969 war er erster Vararepresentant, also Ersatzabgeordneter im Storting. Als solcher kam an 89 Tagen zum Einsatz. Am 18. Oktober 1972 wurde er zum Industrieminister in der Regierung Korvald ernannt. Er übte das Amt bis zum Abgang der Regierung am 16. Oktober 1973 aus.

## Auszeichnung
- 1976: Sankt-Olav-Orden (Kommandeur)